# Finlande aux Jeux olympiques d'hiver de 1992
Cet article contient des informations sur la participation et les résultats de la Finlande aux Jeux olympiques d'hiver de 1992 qui ont eu lieu à Albertville en France.

## Médaillés
| Médaille | Nom                                                           | Sport       | Épreuve                            |
| -------- | ------------------------------------------------------------- | ----------- | ---------------------------------- |
| Or       | Marjut Rolig                                                  | Ski de fond | 5 km classique femmes              |
| Or       | Toni Nieminen                                                 | Saut à ski  | Grand tremplin hommes              |
| Or       | Risto Laakkonen Mika Laitinen Toni Nieminen Ari-Pekka Nikkola | Saut à ski  | Par équipe hommes (grand tremplin) |
| Argent   | Marjut Rolig                                                  | Ski de fond | 15 km classique femmes             |
| Bronze   | Harri Eloranta                                                | Biathlon    | Sprint 10 km hommes                |
| Bronze   | Jari Isometsa Harri Kirvesniemi Mika Kuusisto Jari Räsänen    | Ski de fond | Relais hommes 4 × 10 km            |
| Bronze   | Toni Nieminen                                                 | Saut à ski  | Tremplin normal hommes             |

## Résultats

### Biathlon
| Épreuve      | Athlète         | Manqués 1 | Temps         | Rang |
| ------------ | --------------- | --------- | ------------- | ---- |
| Sprint 10 km | Jaakko Niemi    | 2         | 29 min 04 s 0 | 57   |
| Sprint 10 km | Kari Kataja     | 1         | 27 min 46 s 5 | 27   |
| Sprint 10 km | Vesa Hietalahti | 2         | 27 min 25 s 1 | 17   |
| Sprint 10 km | Harri Eloranta  | 0         | 26 min 26 s 6 | 3    |

| Épreuve | Athlète         | Temps           | Manqués | Temps ajusté 2    | Rang |
| ------- | --------------- | --------------- | ------- | ----------------- | ---- |
| 20 km   | Kari Kataja     | N'a pas terminé | –       | N'a pas terminé   | –    |
| 20 km   | Seppo Suhonen   | 59 min 21 s 3   | 8       | 1 h 07 min 21 s 3 | 74   |
| 20 km   | Vesa Hietalahti | 57 min 24 s 6   | 1       | 58 min 24 s 6     | 6    |
| 20 km   | Harri Eloranta  | 57 min 15 s 7   | 1       | 58 min 15 s 7     | 5    |

Relais hommes 4 × 7,5 km
| Athlètes                                                | Course    | Course            | Course |
| Athlètes                                                | Manqués 1 | Temps             | Rang   |
| ------------------------------------------------------- | --------- | ----------------- | ------ |
| Vesa Hietalahti Jaakko Niemi Harri Eloranta Kari Kataja | 1         | 1 h 27 min 39 s 5 | 8      |

Femme
| Épreuve       | Athlète          | Manqués 1 | Temps         | Rang |
| ------------- | ---------------- | --------- | ------------- | ---- |
| Sprint 7,5 km | Johanna Saarinen | 4         | 28 min 48 s 6 | 53   |
| Sprint 7,5 km | Tuija Sikiö      | 2         | 28 min 21 s 4 | 45   |
| Sprint 7,5 km | Mari Lampinen    | 3         | 27 min 46 s 1 | 34   |
| Sprint 7,5 km | Terhi Markkanen  | 2         | 27 min 20 s 7 | 28   |

| Épreuve | Athlète          | Temps         | Manqués | Temps ajusté 2 | Rang |
| ------- | ---------------- | ------------- | ------- | -------------- | ---- |
| 15 km   | Johanna Saarinen | 56 min 27 s 0 | 3       | 59 min 27 s 0  | 45   |
| 15 km   | Terhi Markkanen  | 54 min 08 s 9 | 4       | 58 min 08 s 9  | 37   |
| 15 km   | Mari Lampinen    | 51 min 44 s 8 | 6       | 57 min 44 s 8  | 31   |
| 15 km   | Tuija Sikiö      | 53 min 03 s 0 | 1       | 54 min 03 s 0  | 14   |

Relais femmes 3 × 7,5 km
| Athlètes                                  | Course    | Course            | Course |
| Athlètes                                  | Manqués 1 | Temps             | Rang   |
| ----------------------------------------- | --------- | ----------------- | ------ |
| Mari Lampinen Tuija Sikiö Terhi Markkanen | 0         | 1 h 20 min 17 s 8 | 5      |

1Un tour de pénalité de 150 mètres doit être skiée pour chaque cible manquée. 

2Une minute ajoutée par cible manquée.

### Ski de fond
| Épreuve                | Athlète           | Course            | Course |
| Épreuve                | Athlète           | Temps             | Rang   |
| ---------------------- | ----------------- | ----------------- | ------ |
| 10 km classique        | Jari Isometsä     | 29 min 34 s 4     | 16     |
| 10 km classique        | Jari Räsänen      | 29 min 25 s 2     | 15     |
| 10 km classique        | Mika Myllylä      | 29 min 17 s 0     | 14     |
| 10 km classique        | Harri Kirvesniemi | 28 min 23 s 3     | 6      |
| 15 km poursuite1 libre | Mika Myllylä      | 41 min 33 s 1     | 20     |
| 15 km poursuite1 libre | Jari Räsänen      | 41 min 29 s 9     | 19     |
| 15 km poursuite1 libre | Jari Isometsä     | 40 min 50 s 0     | 12     |
| 15 km poursuite1 libre | Harri Kirvesniemi | 40 min 34 s 4     | 11     |
| 30 km classique        | Seppo Rantanen    | 1 h 30 min 25 s 6 | 38     |
| 30 km classique        | Mika Myllylä      | 1 h 30 min 08 s 8 | 34     |
| 30 km classique        | Mika Kuusisto     | 1 h 28 min 45 s 6 | 26     |
| 30 km classique        | Harri Kirvesniemi | 1 h 25 min 28 s 5 | 10     |
| 50 km libre            | Jukka Hartonen    | N'a pas terminé   | –      |
| 50 km libre            | Jari Räsänen      | 2 h 14 min 53 s 6 | 31     |
| 50 km libre            | Mika Kuusisto     | 2 h 13 min 09 s 3 | 23     |
| 50 km libre            | Jari Isometsä     | 2 h 12 min 03 s 5 | 22     |

| Athlètes                                                   | Course            | Course |
| Athlètes                                                   | Temps             | Rang   |
| ---------------------------------------------------------- | ----------------- | ------ |
| Mika Kuusisto Harri Kirvesniemi Jari Räsänen Jari Isometsä | 1 h 41 min 22 s 9 | 3      |

| Épreuve                | Athlète                            | Course            | Course |
| Épreuve                | Athlète                            | Temps             | Rang   |
| ---------------------- | ---------------------------------- | ----------------- | ------ |
| 5 km classique         | Marja-Liisa Kirvesniemi-Hämäläinen | 15 min 33 s 2     | 31     |
| 5 km classique         | Tuulikki Pyykkönen                 | 15 min 31 s 1     | 29     |
| 5 km classique         | Jaana Savolainen                   | 15 min 19 s 9     | 26     |
| 5 km classique         | Marjut Rolig                       | 14 min 13 s 8     | 1      |
| 10 km poursuite2 libre | Tuulikki Pyykkönen                 | 30 min 02 s 5     | 33     |
| 10 km poursuite2 libre | Jaana Savolainen                   | 28 min 43 s 1     | 18     |
| 10 km poursuite2 libre | Marjut Rolig                       | 26 min 52 s 1     | 4      |
| 15 km classique        | Sirpa Ryhänen                      | 46 min 06 s 9     | 22     |
| 15 km classique        | Pirko Määttä                       | 45 min 40 s 5     | 17     |
| 15 km classique        | Marja-Liisa Kirvesniemi-Hämäläinen | 44 min 02 s 7     | 6      |
| 15 km classique        | Marjut Rolig                       | 43 min 29 s 9     | 2      |
| 30 km libre            | Päivi Simukka                      | 1 h 34 min 21 s 7 | 37     |
| 30 km libre            | Sirpa Ryhänen                      | 1 h 33 min 55 s 7 | 36     |
| 30 km libre            | Jaana Savolainen                   | 1 h 32 min 49 s 4 | 28     |
| 30 km libre            | Marjut Rolig                       | 1 h 27 min 30 s 9 | 10     |

| Athlètes                                                                       | Course            | Course |
| Athlètes                                                                       | Temps             | Rang   |
| ------------------------------------------------------------------------------ | ----------------- | ------ |
| Marja-Liisa Kirvesniemi-Hämäläinen Pirkko Määttä Jaana Savolainen Marjut Rolig | 1 h 00 min 52 s 9 | 4      |

### Patinage artistique
Homme
| Athlète           | Programme court | Programme libre | Total points pondérés | Rang |
| ----------------- | --------------- | --------------- | --------------------- | ---- |
| Oula Jääskeläinen | 23              | 17              | 28,5                  | 19   |

Danse sur glace
| Athlètes                    | Danse imposée 1 | Danse imposée 2 | Danse originale | Danse libre | Total points pondérés | Rang |
| --------------------------- | --------------- | --------------- | --------------- | ----------- | --------------------- | ---- |
| Susanna Rahkamo Petri Kokko | 7               | 7               | 6               | 6           | 12,4                  | 6    |

### Ski acrobatique
| Athlète         | Épreuve | Qualification | Qualification | Qualification | Finale       | Finale       | Finale       |
| Athlète         | Épreuve | Temps         | Points        | Rang          | Temps        | Points       | Rang         |
| --------------- | ------- | ------------- | ------------- | ------------- | ------------ | ------------ | ------------ |
| Petri Penttinen | Bosses  | 40 s 40       | 13,71         | 41            | Non qualifié | Non qualifié | Non qualifié |
| Tero Turunen    | Bosses  | 35 s 69       | 21,40         | 20            | Non qualifié | Non qualifié | Non qualifié |
| Janne Lahtela   | Bosses  | 32 s 64       | 21,76         | 18            | Non qualifié | Non qualifié | Non qualifié |

| Athlète     | Épreuve | Qualification | Qualification | Qualification | Finale       | Finale       | Finale       |
| Athlète     | Épreuve | Temps         | Points        | Rang          | Temps        | Points       | Rang         |
| ----------- | ------- | ------------- | ------------- | ------------- | ------------ | ------------ | ------------ |
| Minna Karhu | Bosses  | 42 s 34       | 14,75         | 19            | Non qualifié | Non qualifié | Non qualifié |

### Hockey sur glace

#### Groupe A
Les douze équipes participantes ont été placées dans deux groupes. Après avoir joué un tournoi toutes rondes, les quatre meilleures équipes de chaque groupe se qualifient pour la phase finale où sont attribués les médailles tandis que les deux dernières équipes participent au tour de consolation qui permet d'attribuer les 9e, 10e, 11e et 12e place.
|  | Équipe se qualifiant pour la phase finale        |
|  | Équipe se qualifiant pour le tour de consolation |

| Équipe     | Matchs joués | Victoires | Défaites | Égalités | Buts pour | Buts contre | Différence | Points |
| ---------- | ------------ | --------- | -------- | -------- | --------- | ----------- | ---------- | ------ |
| États-Unis | 5            | 4         | 0        | 1        | 18        | 7           | 11         | 9      |
| Suède      | 5            | 3         | 0        | 2        | 22        | 11          | 11         | 8      |
| Finlande   | 5            | 3         | 1        | 1        | 22        | 11          | 11         | 7      |
| Allemagne  | 5            | 2         | 3        | 0        | 11        | 12          | -1         | 4      |
| Italie     | 5            | 1         | 4        | 0        | 18        | 24          | -6         | 2      |
| Pologne    | 5            | 0         | 5        | 0        | 4         | 30          | -26        | 0      |

| Finlande   | 5-1 | Allemagne |
| Finlande   | 9-1 | Pologne   |
| États-Unis | 4-1 | Finlande  |
| Finlande   | 2-2 | Suède     |
| Finlande   | 5-3 | Italie    |

#### Phase finale
Quart de finale
| Équipe unifiée de l’ex-URSS | 6-1 | Finlande |

Tour de consolation 5e-8e place
| Suède | 3-2 | Finlande |

Match pour la 7e place
| France | 1-4 | Finlande 7e |

### Meilleurs pointeurs
| Rang | Joueur          | Matchs joués | Buts | Aides | Points |
| ---- | --------------- | ------------ | ---- | ----- | ------ |
| 4e   | Teemu Selänne   | 8            | 7    | 4     | 11     |
| 4e   | Hannu Järvenpää | 8            | 5    | 6     | 11     |
| 8e   | Mika Nieminen   | 8            | 4    | 6     | 10     |

- Composition de l'équipe
  - Markus Ketterer
  - Jukka Tammi
  - Timo Blomqvist
  - Kari Eloranta
  - Timo Jutila
  - Janne Laukkanen
  - Harri Laurila
  - Arto Ruotanen
  - Simo Saarinen
  - Ville Sirén
  - Raimo Helminen
  - Hannu Järvenpää
  - Jari Lindroos
  - Mikko Mäkelä
  - Mika Nieminen
  - Timo Peltomaa
  - Timo Saarikoski
  - Teemu Selänne
  - Petri Skriko
  - Raimo Summanen
  - Keijo Säilynoja
  - Pekka Tuomisto
- Entraîneur: Pentti Matikainen

### Combiné nordique
Individuel hommes
Épreuves:
- saut à ski avec un tremplin normal (Sont comptés parmi les trois sauts effectués, les deux meilleurs.)
- ski de fond pendant 15 km (Départ différé, basé sur les résultats du saut à ski.)

| Athlète        | Épreuve    | Saut à ski | Saut à ski | Ski de fond    | Ski de fond     | Total | Total |
| Athlète        | Épreuve    | Points     | Rang       | Départ après   | Temps           | Rang  |       |
| -------------- | ---------- | ---------- | ---------- | -------------- | --------------- | ----- | ----- |
| Sami Kallunki  | Individuel | 177,5      | 42         | + 5 min 40 s 0 | 50 min 29 s 7   | 28    |       |
| Pasi Saapunki  | Individuel | 191,1      | 34         | + 4 min 09 s 4 | 49 min 03 s 4   | 20    |       |
| Teemu Summanen | Individuel | 208,3      | 12         | + 2 min 14 s 7 | 49 min 59 s 4   | 24    |       |
| Jari Mantila   | Individuel | 216,7      | 5          | + 1 min 18 s 7 | N'a pas terminé | –     |       |

Par équipe hommes
Trois participants par équipe.
Épreuves:
- saut à ski avec un tremplin normal (Trois sauts pour chaque membre de l'équipe, les deux meilleurs sont comptabilisés.)
- ski de fond pendant 10 km (Départ différé, basé sur les résultats du saut à ski.)

| Athlètes                                  | Saut à ski | Saut à ski | Ski de fond    | Ski de fond       | Total |
| Athlètes                                  | Points     | Rang       | Départ après   | Temps             | Rang  |
| ----------------------------------------- | ---------- | ---------- | -------------- | ----------------- | ----- |
| Pasi Saapunki Jari Mantila Teemu Summanen | 561,2      | 7          | + 6 min 59 s 0 | 1 h 32 min 43 s 3 | 7     |

### Saut à ski
| Athlète           | Épreuve         | Saut 1   | Saut 1 | Saut 2   | Saut 2 | Total  | Total |
| Athlète           | Épreuve         | Distance | Points | Distance | Points | Points | Rang  |
| ----------------- | --------------- | -------- | ------ | -------- | ------ | ------ | ----- |
| Ari-Pekka Nikkola | Tremplin normal | 76,0     | 82,6   | 74,5     | 80,2   | 162,8  | 53    |
| Mika Laitinen     | Tremplin normal | 85,5     | 106,3  | 85,5     | 107,3  | 213,6  | 5     |
| Risto Laakkonen   | Tremplin normal | 85,5     | 106,8  | 79,0     | 93,9   | 200,7  | 16    |
| Toni Nieminen     | Tremplin normal | 88,0     | 112,3  | 84,5     | 104,7  | 217,0  | 3     |
| Ari-Pekka Nikkola | Grand tremplin  | 99,0     | 79,1   | 94,5     | 70,3   | 149,4  | 30    |
| Risto Laakkonen   | Grand tremplin  | 102,0    | 83,8   | 98,5     | 80,4   | 164,2  | 21    |
| Mika Laitinen     | Grand tremplin  | 109,5    | 97,8   | 85,5     | 68,2   | 166,0  | 19    |
| Toni Nieminen     | Grand tremplin  | 122,0    | 118,8  | 123,0    | 120,7  | 239,5  | 1     |

| Athlètes                                                      | Résultat | Résultat |
| Athlètes                                                      | Points 1 | Rang     |
| ------------------------------------------------------------- | -------- | -------- |
| Toni Nieminen Ari-Pekka Nikkola Risto Laakkonen Mika Laitinen | 644,4    | 1        |

### Patinage de vitesse
Homme
| Épreuve  | Athlète       | Course         | Course |
| Épreuve  | Athlète       | Temps          | Rang   |
| -------- | ------------- | -------------- | ------ |
| 500 m    | Harri Ilkka   | 38 s 48        | 26     |
| 1 000 m  | Harri Ilkka   | 1 min 17 s 96  | 34     |
| 5 000 m  | Timo Järvinen | 7 min 30 s 88  | 32     |
| 10 000 m | Timo Järvinen | 14 min 50 s 75 | 21     |